# Zuidplas (natuurgebied)
De Zuidplas is een natuur- en recreatiegebied ten oosten van Beegden en ten westen van Roermond.
Het gebied meet 191 ha en omvat twee Maasplassen welke door grindwinning zijn ontstaan: Het Smalbroek en de eigenlijke Zuidplas, ook Plas van Hatenboer genaamd. Het gebied ligt ingeklemd tussen het Lateraalkanaal Linne-Buggenum en de Maas, waarmee het in verbinding staat.
In 1996 werd het Smalbroek verworven door het Limburgs Landschap. Tot dan toe waren de oevers van deze plas intensief in gebruik als weidegebied. Vanaf 1996 werden grote grazers als konikpaarden en galloways ingezet, waardoor de diversiteit is toegenomen. Op de pier in het Smalbroek groeit wilgenstruweel. In de ruigten broeden bosrietzanger en grasmus. Aan ruige oevers groeit late stekelnoot en op enkele terreintjes vindt men beemdkroon.
In 2000 werd de Zuidplas verworven. Deze plas wordt voor intensieve waterrecreatie gebruikt: Er is een jachthaven (Marina Oolderhuuske). De oevers zijn verpacht aan een boer. In de winter is de Zuidplas van belang als overwinteringsgebied voor watervogels, zoals kuifeend, tafeleend, aalscholver en fuut.